# دوران کهن (فیلم)
«دوران کهن» (انگلیسی: Primeval (film)) فیلمی در ژانر ترسناک به کارگردانی مایکل کتلمن است که در سال ۲۰۰۷ منتشر شد. از بازیگران آن می‌توان به دامینیک پرسل، بروک لنگتون، اورلاندو جونز، و یورگن پروچنو اشاره کرد.